# Baïkalsk
Baïkalsk (en russe : Байкальск) est une ville de l'oblast d'Irkoutsk, dans le raïon de Slioudianka, en Russie. Sa population s'élève à 12 541 habitants en 2021.

## Géographie
Baïkalsk est située sur la rive sud du lac Baïkal, à 87 km au sud d'Irkoutsk et à 4 247 km à l'est de Moscou.

## Histoire
La ville a été bâtie à partir de 1961, pour loger le personnel d'une usine de papier et de cellulose. Baïkalsk a d'abord le statut de commune urbaine puis celui de ville en 1966. 

## Population
Recensements ou estimations de la population
| 1959* | 1970*  | 1979*  | 1989*  | 2002*  |
| ----- | ------ | ------ | ------ | ------ |
| 1 200 | 13 319 | 15 496 | 16 406 | 15 727 |

| 2010*  | 2012   | 2013   | 2014   | 2015   |
| ------ | ------ | ------ | ------ | ------ |
| 13 583 | 13 473 | 13 319 | 13 125 | 12 974 |

| 2016   | 2017   | 2018   | 2019   | 2020   |
| ------ | ------ | ------ | ------ | ------ |
| 12 901 | 12 738 | 12 629 | 12 495 | 12 534 |

| 2021   | - | - | - | - |
| ------ | - | - | - | - |
| 12 541 | - | - | - | - |

## Économie
La principale entreprise de Baïkalsk est le Baïkalski tsellioulozno-boumajny kombinat (en russe : Байкальский целлюлозно-бумажный комбинат), un combinat de cellulose et de papier qui emploie 3 500 salariés. À l'époque soviétique, il était responsable de l'équipement et de l'entretien de la ville. La ville et le combinat sont aujourd'hui indépendants l'un de l'autre, mais 95 pour cent du budget de la ville de Baïkalsk proviennent encore de l'usine sous forme de taxes. La ville comprend essentiellement des immeubles collectifs de trois et cinq étages.
Le Combinat a longtemps été une source majeure de pollution du lac Baïkal avec des rejets qui peuvent atteindre 140 000 m3 par jour. Récemment, un système de recyclage avait été installé, permettant de traiter les effluents et les rendant moins menaçants pour l'environnement. Les autorités affirmaient que ces systèmes d'épuration étaient efficaces. Néanmoins la mauvaise qualité de la cellulose produite depuis lors entraina de nombreuses annulations de commandes. Au mois d'octobre 2008, l'usine, en cessation de paiement, a été fermée
.
Le 15 janvier 2010 le premier ministre Vladimir Poutine a autorisé la papeterie à rouvrir et à déverser à nouveau ses rejets directement dans le lac. En 2013, l'usine a complètement cessé son activité et les 800 salariés encore employés ont été licenciés.

## Transports
La gare ferroviaire de Baïkalsk sur le Transsibérien se trouve à 5 352 km de Moscou et à 3 936 km de Vladivostok.